# Gallus (sacerdot)

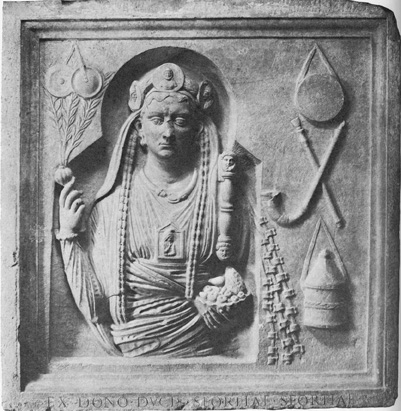
Gran sacerdot de Cíbele,

Gallus (pl. Galli) era un sacerdot de Cíbele. El culte a Cíbele fou introduït a Roma des de la regió de Frígia el 204 aC. Els galli eren sempre sacerdots eunucs i es diu que sovint, impulsats pel fanatisme religiós, ells mateixos es practicaven la castració.